# Anarchismus in Spanien

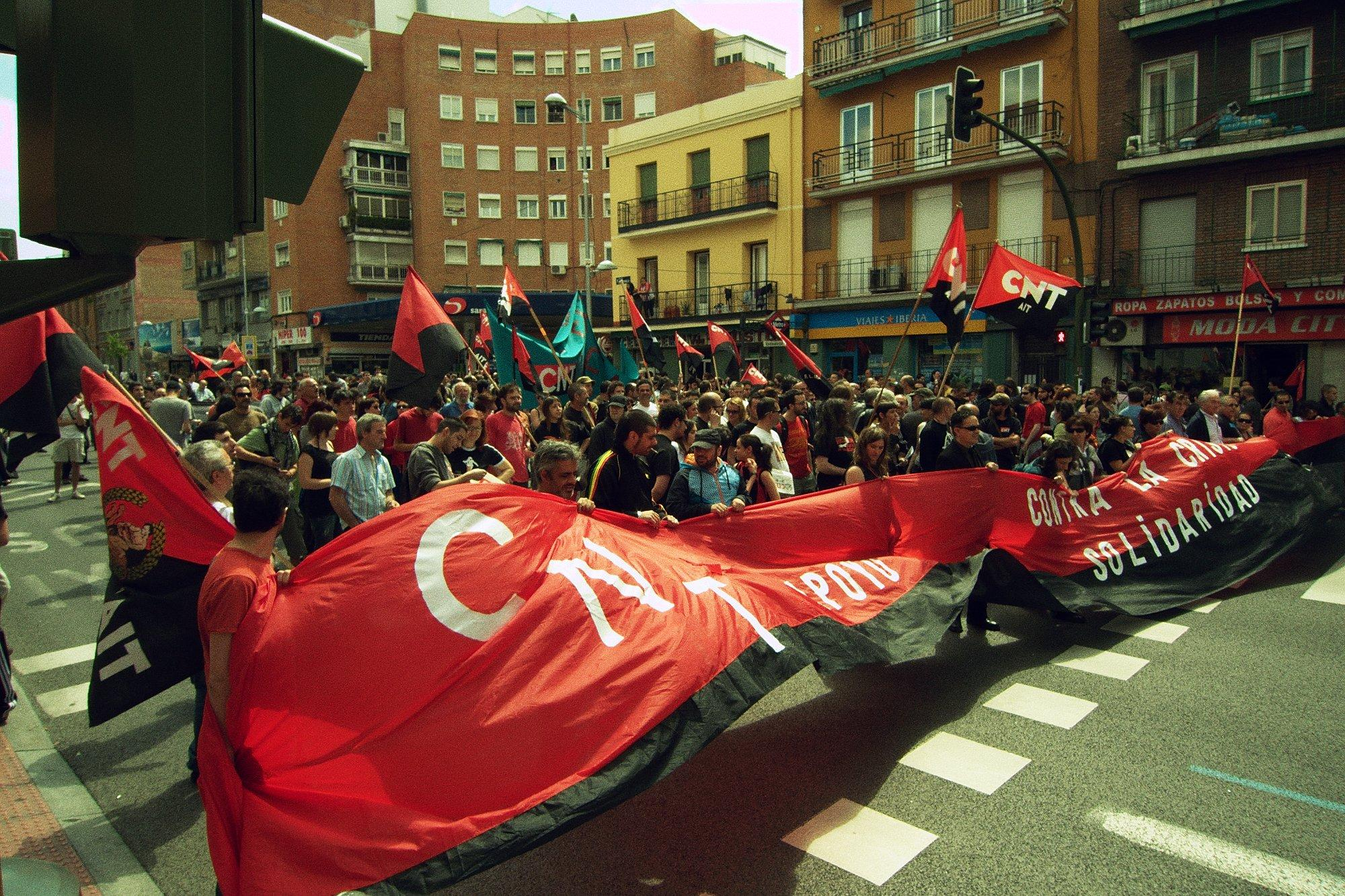
Mitglieder der anarchistischen Confederación Nacional del Trabajo bei einer 1. Mai-Demonstration 2010 in Madrid.

Der Anarchismus erfuhr vor allem in Spanien Unterstützung und hatte einen erheblichen Einfluss im Spanischen Bürgerkrieg 1936–1939, bis zur Machtübernahme Francisco Francos.
Eine Sozialrevolution, in deren Folge Land und Fabriken kollektiviert und von der Arbeiterklasse verwaltet wurden, breitete sich in ganz Spanien aus. In Katalonien und in dessen Hauptstadt Barcelona setzte sich der Anarchosyndikalismus mehrheitlich durch. Daneben gab es noch andere Arten des Anarchismus, vor allem in Saragossa, und in Form von Bauernvereinigungen in Andalusien. Die Anarchisten spielten eine zentrale Rolle im Widerstand gegen die Franquisten, einer heterogenen Allianz, die sich vor allem aus Konservativen, Faschisten, Militär, Monarchisten und katholischen Gruppen zusammensetzte. Die Revolution wurde durch den Sieg Francos 1939 endgültig beendet, und die anarchistischen Aktivisten in den Untergrund gezwungen, inhaftiert oder hingerichtet. Jedoch wurde der Anarchismus bereits vorher auf republikanischer Seite bekämpft, da man eine Revolution als hinderlich für den Krieg ansah und man der russischen Doktrine folgen musste, um weiterhin unterstützt zu werden. Der Widerstand gegen die Franco-Herrschaft erstarb nie ganz, indem Militante an Sabotageakten teilnahmen und an anderen direkten Aktionen, und indem sie verschiedene Versuche unternahmen, den Machthaber zu töten.
Gewöhnlich reduzierte die Repression seitens der Polizei die frühen Aktivitäten der spanischen Anarchisten, aber zugleich radikalisierte sie viele Mitglieder. Diese Zyklen führten zu immer häufigerer Gewalttätigkeit am Beginn des 20. Jahrhunderts, an dem bewaffnete Anarchisten und „Pistoleros“, bewaffnete Männer, die von Unternehmern bezahlt wurden, beiderseits für politische Morde verantwortlich waren.
Im 20. Jahrhundert verblasste diese Gewalt immer mehr, und die Bewegung gewann Fahrt mit dem Aufstieg des Anarchosyndikalismus und der Gründung einer großen libertären Unionsgewerkschaft, der Confederación Nacional del Trabajo (CNT – Nationale Vereinigung der Arbeit). Generalstreiks wurden normal, und große Teile der spanischen Arbeiterschaft nahmen anarchistische Ideale an. Die Federación Anarquista Ibérica (FAI – Iberischer Anarchistischer Bund) wurde als rein anarchistische Organisation geschaffen, mit der Absicht, die CNT auf die Prinzipien des Anarchismus zu fokussieren.
Das Vermächtnis des spanischen Anarchismus verbleibt bis zum heutigen Tage wichtig, speziell der kurze Sommer der Anarchie stellt mit wenigen anderen Beispielen wie etwa dem ukrainischen Anarchismus eines der bedeutendsten Referenzmodelle des Anarchismus dar.

## Geschichte

### Beginn

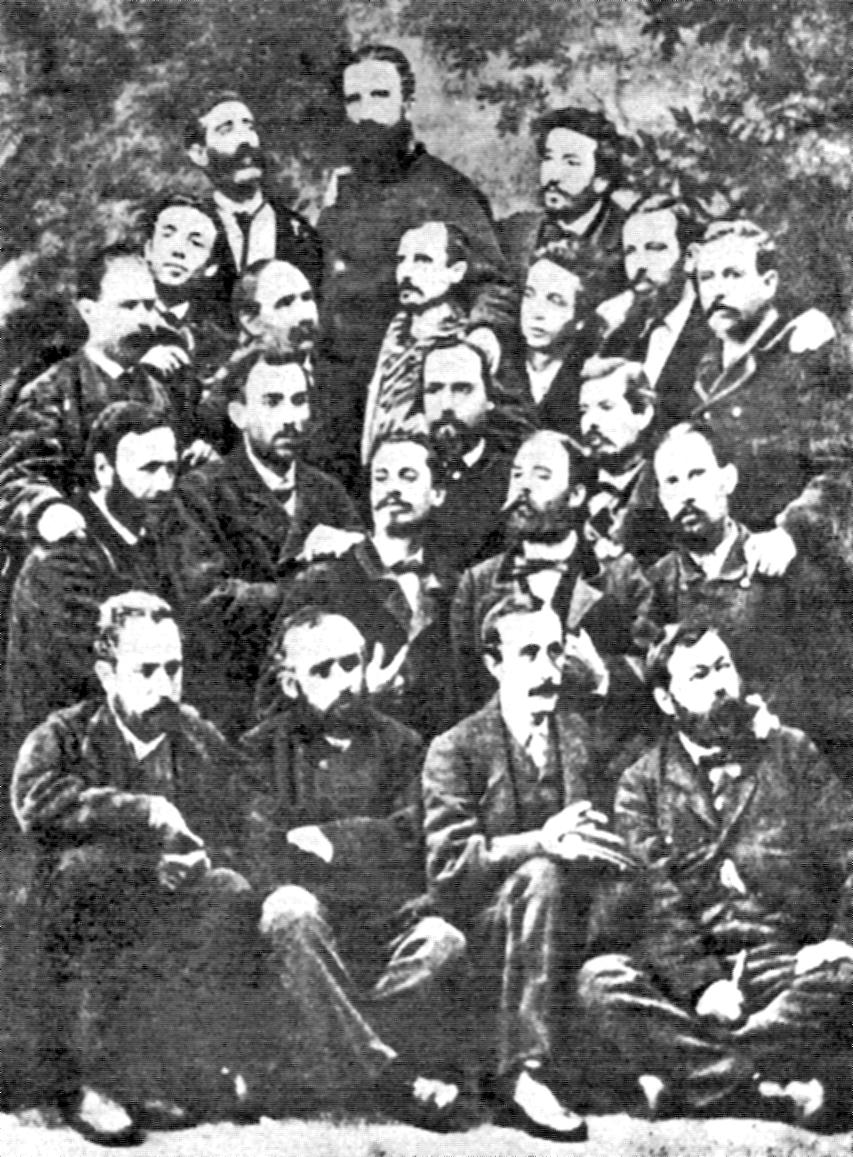
Fanelli (ganz oben in der Mitte) gemeinsam mit den ersten spanischen Internationalisten. Die Internationale in Spanien war von Beginn weg freiheitlich und anarchistisch orientiert.

Mitte des 19. Jahrhunderts waren revolutionäre Ideen in Spanien größtenteils unbekannt. Am ehesten als radikale Bewegung gilt die Gefolgschaft rund um Pierre-Joseph Proudhon, welcher als Föderalist bekannt war, daneben spielten auch die Ideen französischer Frühsozialisten, wie Charles Fourier oder Étienne Cabet eine Rolle. Anschauungsweisen, die man später mit dem Anarchismus assoziierte, wie beispielsweise antistaatliches oder antikirchliches Denken, waren zwar verbreitet, aber nicht Teil einer allgemeinen Philosophie. Es gab vermehrt Bauernunruhen in vielen Teilen des Landes, doch diese waren nicht in Verbindung mit irgendwelchen politischen Bewegungen, sondern eher aufgrund der repressiven herrschenden Zustände. Das Gleiche galt für die Städte. Auch bevor die Arbeiter den Anarchosyndikalismus kannten, gab es Generalstreiks und andere Konflikte zwischen Arbeitern und Unternehmern.
Der erste erfolgreiche Versuch den Anarchismus in Spanien bekannt zu machen fand nach der erfolgreichen Septemberrevolution 1868 statt, in deren Folge Königin Isabella II. gestürzt wurde. Der junge italienische Revolutionär Giuseppe Fanelli kam durch eine von Michail Bakunin geplante Reise nach Spanien, mit dem Vorhaben Mitglieder für die Internationale Arbeiterassoziation zu gewinnen. Im Winter 1868/69 begab sich Fanelli nach Madrid, und später nach Barcelona. Er traf sich mit vielen spanischen Gewerkschaftern wie beispielsweise Anselmo Lorenzo und Rafael Farga Pellicer und es entstanden erste Sektionen der Internationale. Die erste Sektion der Internationale wurde in Madrid als Núcleo provisional gegründet und konstituierte sich später als provisorische Landessektion der Internationale in Spanien. Ein paar engagierte Spanier, die von der Idee Fanellis fasziniert waren, begannen Treffen zu arrangieren, Reden zu halten und neue Mitglieder zu werben. Giuseppe Fanelli reiste im Januar 1869 nach Barcelona weiter und förderte dort die Bildung der ersten Sektion, die am 2. Mai 1869 gegründet wurde.

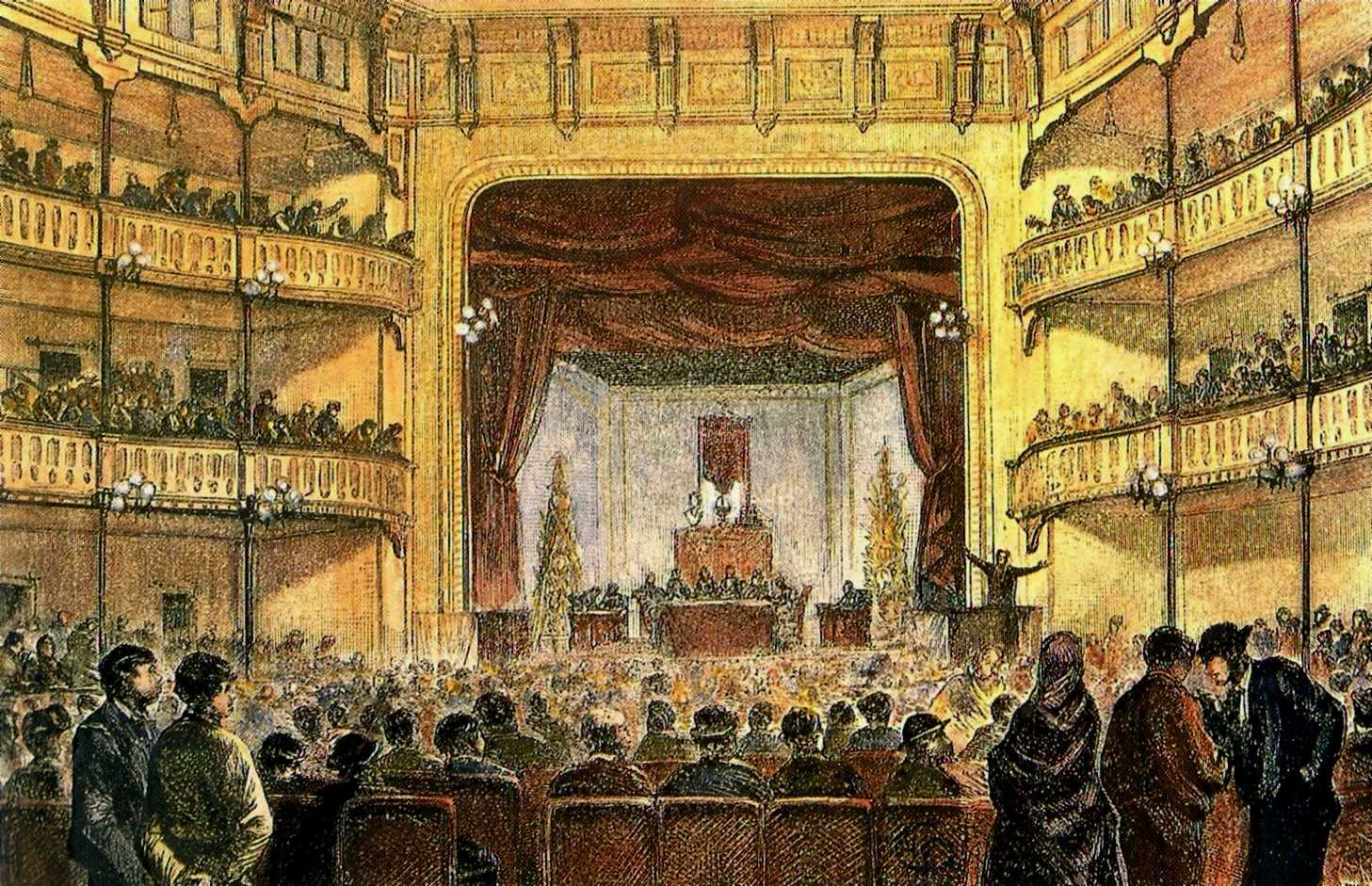
Ein Gemälde vom Kongress der spanischen Landessektion der Internationale von 1870 im Teatro Circo.

Bis 1870 wuchs so die Zahl der Mitglieder in Madrid auf etwa 2.000 an. Weitere Sektionen bildeten sich kurz darauf in anderen größeren Städten Spaniens wie Cádiz, Sevilla, Saragossa und Palma. Am meisten Unterstützung erfuhr der Anarchismus im industriellen Barcelona, einer Bastion des proletarischen Widerstands, Luddismus, und der Gewerkschaften. Diese Zentren revolutionärer Aktivität verbreiteten den anarchistischen Gedanken durch Reden, Diskussionen, Treffen und durch deren eigene Zeitungen La Solidaridad, die am 15. Januar 1870 erstmals in Madrid erschien, La Federaciòn aus Barcelona und El Obrero aus Palma de Mallorca. Noch schneller als in den Städten verbreiteten sich die anarchistischen Ideen bei der Landbevölkerung, von denen viele durch weitreichende Landreformen in existenzielle Nöte geraten waren.
Ein wichtiges Ereignis dieser Jahre war der Kongress von 1870 in Barcelona, der vom 19. bis am 25. Juni im Teatro Circo Barcelonés abgehalten wurde. Die Spanische Sektion der Internationale wurde hier in Spanische Föderation umbenannt, und Wegweisungen für zukünftige Organisationen wurden diskutiert. Auf dem Kongress zeigte sich der Erfolg der Agitationsreise für die Internationale: Nach 1½ Jahren gab es in Spanien bereits 150 Teilgesellschaften mit zirka 40.000 Mitgliedern.
Die Sozialisten und die Liberalen in der Spanischen Föderation wollten 1871 Spanien in fünf Handelssektionen (comarcas) mit verschiedenen Komitees und Konzilien neu organisieren. Viele Anarchisten befürchteten durch diese Initiative eine Zentralisierung der Spanischen Föderation. Ein Jahr der Konflikte folgte, in welchem die Anarchisten den Plan schließlich verhindern konnten. Die Spanische Föderation versuchte sich dezentral und abhängig von den Aktionen der breiten Masse an Arbeitern zu organisieren und nicht mehr in bürokratischen Konzilien. Bereits vor dem Haager Kongress der Internationale im September 1872 stellte die Spanische Föderation mit 848 Ortssektionen die mit Abstand größte Landesorganisation der Internationale und war vorwiegend anarchistisch geprägt.
1872 wurde Michail Bakunin gemeinsam mit James Guillaume aus der Internationale ausgeschlossen. Die spanischen Sektionen beschlossen daraufhin mit den anderen antiautoritären Sektionen aus Italien, Frankreich, Belgien, Holland, England, den USA und dem Schweizer Jura die Bildung der Antiautoritären Internationale.

### Frühe Höhepunkte 1873 bis 1890

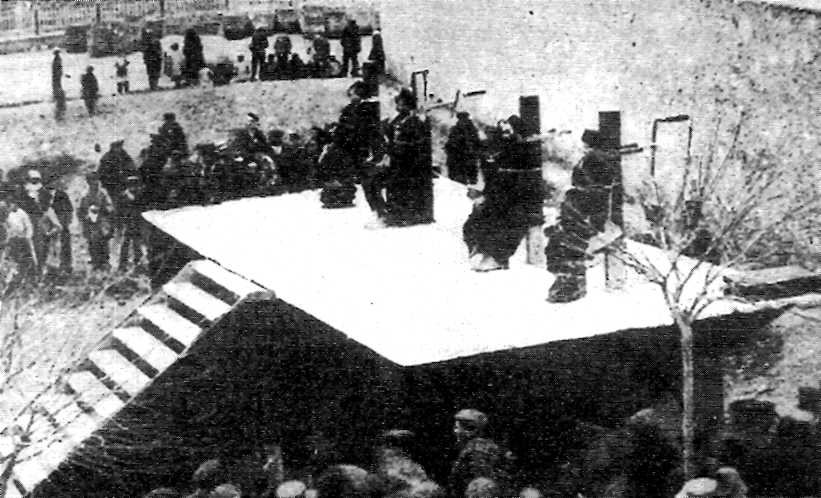
Hinrichtung von Aufständischen in Jerez de la Frontera 1892

In der Region Alcoy streikten 1873 Arbeiter für den Achtstundentag, mit reger Unterstützung der Anarchisten. Der Konflikt wurde gewalttätig, als die Polizei auf die unbewaffnete Menge schoss, was zur Folge hatte, dass die Arbeiter die Stadthalle stürmten. Dutzende Verletzte und Tote waren auf beiden Seiten zu beklagen, als der Konflikt endete. Sensationelle Geschichten über nie erfolgte Gräueltaten wurden verbreitet: Priester, die gekreuzigt worden seien, Männer, die mit Benzin überschüttet und angezündet worden seien etc.
Die Regierung wollte die Aktivitäten der Spanischen Föderation von nun an schnellstmöglich beenden. Treffpunkte und Arbeiterlokale wurden geschlossen, Mitglieder verhaftet und Publikationen verboten. Dennoch blieben anarchistische Ideen populär, vor allem in den ländlichen Gegenden, wo engagierte Bauern mehrere Serien von erfolglosen Rebellionen anzettelten. Um 1870 hatte die Spanische Föderation die meisten ihrer Mitglieder in den ländlichen Gebieten von Andalusien und in Katalonien. Diese kleinen Errungenschaften wurden weitflächig vom Staat zerstört, dem es Mitte der 1870er Jahre gelang, die gesamte Bewegung in den Untergrund zu zwingen. Die Spanische Föderation verlor an Mitgliedern und konventionelle Gewerkschaften begannen für eine Zeit lang die revolutionären Aktionen zu ersetzen. Versuche Massenorganisationen zu bilden, wie etwa den Pakt der Einheit und Solidarität, waren aber auf lange Sicht nicht erfolgreich. Ihre vorübergehend größte Mitgliederzahl erreichten die spanischen anarchistischen Sektionen 1883 mit fast 60.000 Mitgliedern.

### Anarchosyndikalismus und Bildungsprojekte

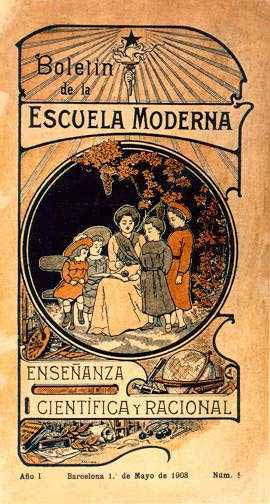
Die Zeitung der Escuela Moderna, einem anarchistischen Bildungsprojekt von Francisco Ferrer

Bombenanschläge und Attentate wurden immer seltener um die Jahrhundertwende. Die große Mehrheit der Anarchisten sah diese Methoden als kontraproduktiv an und es wurde von vielen eine Entfremdung der anarchistischen Bewegung von den Massen beklagt. Man besann sich wieder zurück auf die Wurzeln der anarchistischen Bewegung in Spanien und es kam zu einem Wiedererstarken des Anarchosyndikalismus. Da Attentate und Anschläge die syndikalistische Arbeit stark erschwerten, arbeiteten zunehmend auch Anarchosyndikalisten selbst an der Eindämmung der Gewalt. Dazu gehörte die Agitation gegen Gewalt und in einigen Fällen auch die Zusammenarbeit mit der Polizei beim Verhindern solcher Anschläge. Einige Anarchisten kritisierten den Syndikalismus dagegen als reformistisch, doch verloren diese zunehmend an Bedeutung.
Die Demonstrationen am Ersten Mai, die in der Folge des Haymarket-Massakers von 1886 in den Vereinigten Staaten überall auf der Welt abgehalten wurden, waren in Spanien am stärksten. Der 1. Mai 1890 bildete dabei den Auftakt zur bis dahin größten europäischen Streikwelle, die erst am 8. Mai in seiner Allgemeinheit für beendet erklärt wurde. Der Streik wurde im größten Umfang in Katalonien durchgeführt unter Belagerungszustand, Präventivverhaftungen und Unterdrückung der Presse.
Die Spanische Regierung reagierte stets repressiv auf diese Entwicklungen und setzte Polizei und Militär mit großer Härte gegen streikende Arbeiter ein. Das Jahr 1891 brachte in Spanien die Auflösung der Mehrzahl der Organisationen, einige Prozesse und die Verfolgung der tätigsten Aktivisten. Auf die prekäre Lage der spanischen anarchistischen Organisationen antworteten einige anarchistische Kreise mit Anschlägen. Aufstände, wie beispielsweise in Jerez de la Frontera 1892, wurden rasch von der Regierung niedergeschlagen. Anarchisten wurde mit schärfster Gewalt begegnet, wie bei der Massenverhaftung und Folter anarchistischer Gefangener im Gefängnis von Montjuïc in Barcelona 1892. Mehr als 400 Menschen wurden als Antwort auf einen Bombenanschlag ins Verlies geworfen (der Schuldige wurde niemals gefunden). Die internationale Empörung war groß, als bekannt wurde, dass die Gefangenen gefoltert wurden: Männer, die vom Dachstuhl baumelten, ihre Genitalien verstümmelt und verbrannt, mit ausgerissenen Fingernägeln etc. Viele starben, bevor sie überhaupt vor Gericht kamen, fünf wurden exekutiert.
Diese Situation erschwerte die Aktivität von anarchistischen Organisationen sehr und es folgten weitere starke Verfolgungsperioden in den Jahren 1893 und 1896. Nach einem Aufschwung in den Jahren 1898 und 1899 wurde 1900 eine neue Organisation, die Federación de Trabajadores de la Región española (Föderation der Arbeiter der Spanischen Region) gegründet, die den Syndikalismus mit libertären Prinzipien verband und deren Teilnehmer damals auf 52.000 geschätzt wurden.
Parallel zu den syndikalistischen Bemühungen spielten auch Bildungsprojekte unter den spanischen Anarchisten eine wichtige Rolle. Mit neuen Erziehungskonzepten wurden Wege gesucht den Analphabetismus zu bekämpfen, der in Spanien bei weit über der Hälfte der Bevölkerung verbreitet war. Eine besondere Rolle spielte dabei Francisco Ferrer mit seiner Escuela Moderna (Moderne Schule). Nach der Gründung der ersten Schule 1901 in Barcelona, wuchs die Anzahl der Schulen bis 1906 auf etwa 60 an und wurde zum Vorbild für ähnliche Schulen auf der ganzen Welt.

### Die „Tragische Woche“

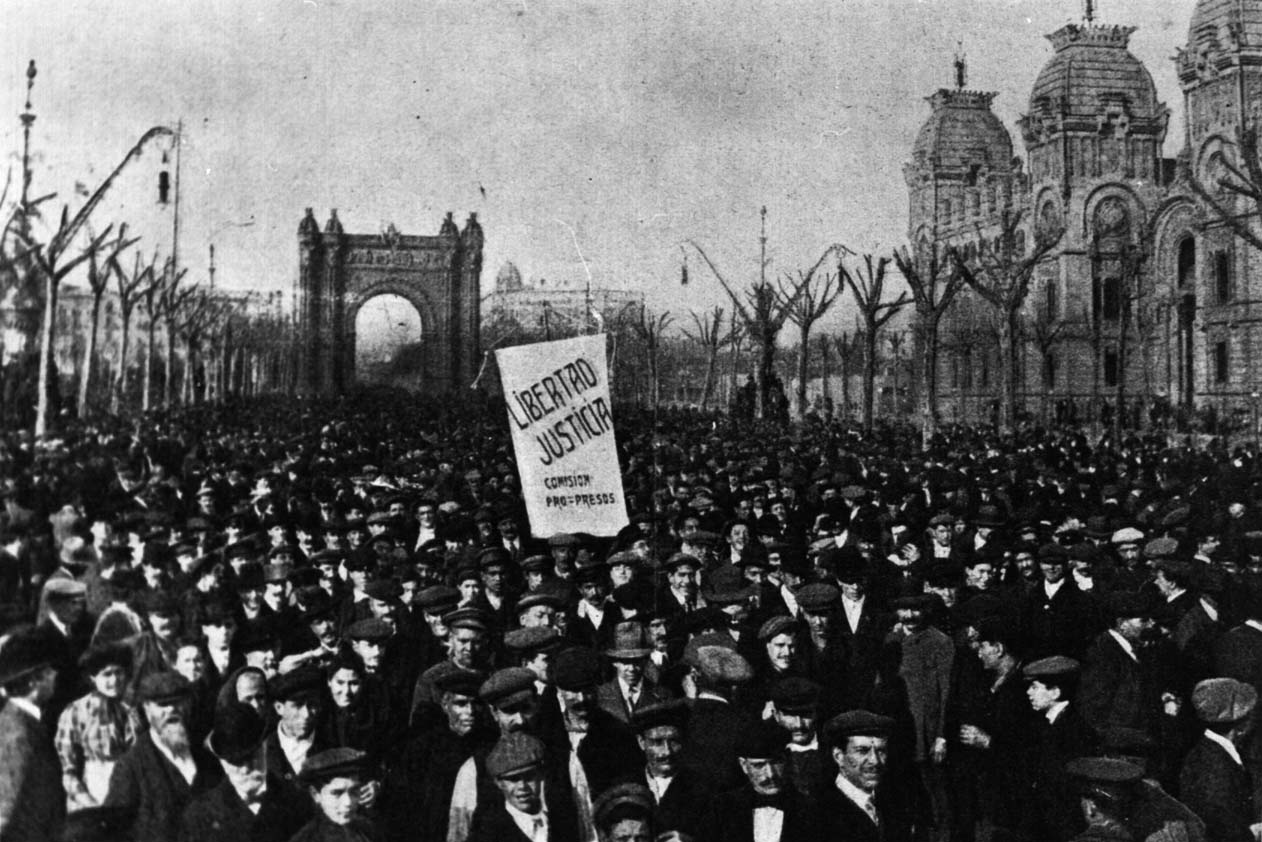
Demonstration während der „Tragischen Woche“ in Barcelona

Zwei Ereignisse des Jahres 1909 förderten einen weiteren Generalstreik in Barcelona. Eine Textilfabrik mit 800 Arbeitern wurde geschlossen, die Arbeiter fristlos entlassen. Die Löhne wurden im ganzen Industriesektor gekürzt. Arbeiter, auch außerhalb der Textilindustrie, begannen einen großen Generalstreik zu organisieren. Zur gleichen Zeit ließ die Regierung verlautbaren, dass militärische Reserven, hauptsächlich aus der Arbeiterklasse, für den Krieg in Marokko eingezogen werden. Dieses Vorhaben traf bei den Arbeitern auf Widerstand und Antikriegs-Treffen wurden im ganzen Land abgehalten.
Der Streik begann am 26. Juli in Barcelona, ein paar Wochen nachdem die Reservisten einberufen werden sollten. Schnell entwickelte er sich zu einem Aufstand. Anselmo Lorenzo schrieb in einem Brief: „Eine Sozialrevolution ist in Barcelona ausgebrochen, und sie wurde vom Volke initiiert. Niemand hat sie angeführt. Weder die Liberalen, noch die katalanischen Nationalisten, noch die Republikaner, noch die Sozialisten, noch die Anarchisten.“ Polizeistationen wurden eingerannt. Zuglinien, die nach Barcelona führten, wurden zerstört. Barrikaden wurden auf den Straßen errichtet. Acht Kirchen und diverse Klöster wurden von den Mitgliedern der republikanischen Radikalen Partei zerstört, sechs Personen wurden getötet. Nach der Revolte wurden etwa 1.700 Personen für verschiedene Verbrechen angeklagt. Die meisten wurden freigelassen, 450 wurden verurteilt. 12 wurden zu lebenslanger Freiheitsstrafe verurteilt, fünf wurden hingerichtet, so auch Francisco Ferrer, der zum Zeitpunkt der Revolution nicht einmal in Barcelona war.
Aufgrund dieser „Tragischen Woche“ begann die Regierung regierungskritisch eingestellte Leute noch härter zu verfolgen. Gewerkschaften wurden verboten, Zeitungen wurden verboten, und liberale Schulen wurden geschlossen. Katalonien wurde bis November unter Kriegsrecht gestellt.

### Der Aufstieg der CNT

Die schwarzrote Fahne der CNT-FAI

Anfang des 20. Jahrhunderts waren sich die meisten spanischen Anarchisten einig, dass es eine national agierende Organisation geben müsse, um mehr Energie in ihre Bewegung zu bringen. Diese Organisation, die Confederación Nacional del Trabajo (CNT), wurde im Oktober 1910 während eines Kongresses der Solidaridad Obrera gegründet. Während des Kongresses wurde eine Resolution verabschiedet, die den Zweck der CNT mit „... die wirtschaftliche Emanzipation der gesamten Arbeiterklasse durch die revolutionäre Enteignung des Kleinbürgertums vorantreiben“ festlegte. Zur Gründungszeit hatte die CNT ungefähr 30.000 Mitglieder aus verschiedenen Vereinen und Organisationen, was von einem späteren Standpunkt betrachtet (später hatte die CNT mehr als 1.000.000 Mitglieder) vergleichsweise wenig sind.
Die zentrale Organisationsstruktur der CNT wurde konstant dezentralisiert und in regionale Bündnisse geteilt, welche bei Bedarf wieder geteilt wurden. Auf diese Weise wurde der Großteil der ermüdenden Bürokratie verbannt. Initiativen für Entscheidungen kamen direkt von den kleinen, individuellen Vereinigungen. Es gab keine bezahlten Beamte; alle Posten waren von normalen Arbeitern besetzt. Beschlüsse, die von der Nationalen Delegation getroffen wurden, mussten nicht befolgt werden. So gesehen hatte die CNT wenig gemeinsam mit ähnlichen Sozialistenvereinigungen.

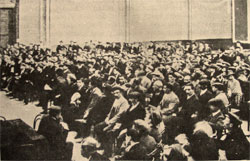
Gründungskongress der CNT 1910

Schon fünf Tage nach der Gründung wurde zum Generalstreik ausgerufen. Der Streik sprang in verschiedenste Städte Spaniens über; in einer Stadt übernahmen die Arbeiter die Stadtverwaltung und töteten den Bürgermeister. Als Reaktion wurden Truppen der Regierung in jede größere Stadt entsandt und der Streik wurde schnell zerschlagen. Die CNT wurde zur illegalen Organisation, und ihre Aktivisten wurden nur eine Woche nach ihrer Gründung in den Untergrund gezwungen.
1917 brach ein von Sozialisten, mit wesentlicher Mithilfe von Anarchisten, organisierter Generalstreik in Barcelona aus. Barrikaden wurden errichtet und die Streikenden versuchten die Straßenbahn zu stoppen. Die Regierung antwortete mit härtester Gewalt unter dem Einsatz von Waffen. Die Bilanz waren 70 Tote. Anders als die angewendete Gewalt vermuten lässt, waren die erhobenen Ansprüche moderat, typisch für einen Sozialisten-Streik dieser Zeit.

#### Die CNT nach dem Ersten Weltkrieg
Spaniens Wirtschaft erlitt zu Kriegszeiten einen heftigen Rückgang. Fabriken wurden geschlossen, die Arbeitslosigkeit nahm zu und Gehälter wurden gekürzt. Viele Kapitalisten erwarteten einen Klassenkonflikt, speziell infolge der Februarrevolution 1917 in Russland, und begannen daher einen erbitterten Kampf gegen die Gewerkschaften, vor allem die CNT. Fabriksschließungen wurden immer häufiger. Bekannte militante Mitglieder der Gewerkschaften wurden aufgelistet und Auftragsmörder angeheuert, um Gewerkschaftsanführer zu töten. Viele Hundert Anarchisten wurden während dieser Zeit getötet. Die Anarchisten antworteten ihrerseits mit Anschlägen, der bekannteste unter ihnen war der Mord am spanischen Ministerpräsidenten Eduardo Dato.
Die CNT zählte zu dieser Zeit beinahe eine Million Mitglieder. Sie konzentrierte sich hauptsächlich auf Direkte Aktionen und Syndikalismus. Revolutionäre Ideen waren mehr und mehr den Massen zugänglich. Ein mächtiger Gegner aus der Oberschicht, Díaz del Moral, sagte hierzu, dass „die gesamte arbeitende Bevölkerung“ mit dem Geist der Revolution angesteckt sei.
Wo der Anarchismus in Spanien früher unbekannt war, sogar in den kleinsten Dörfern, bildeten sich Organisationen. Verschiedene Teile der CNT (Gewerkschaften, Regionen etc.) waren nun autonom und doch miteinander verbunden. Es kam etwa zu Solidaritätsstreiks unter verschiedenen Gruppen an unterschiedlichen Orten.

#### Generalstreik 1919
1919 lösten die Beschäftigten eines Kraftwerks in Barcelona einen 44-tägigen, weithin erfolgreichen Generalstreik mit mehr als 100.000 Teilnehmern aus. Die Arbeitgeber versuchten sofort mit militärischen Mitteln zu antworten, aber der Streik war viel zu schnell verbreitet. Die Beschäftigten einer anderen Fabrik inszenierten ein Sit-in zur Unterstützung ihrer Kollegen. Ungefähr eine Woche später waren alle Textilarbeiter im Ausstand. Bald darauf streikten nahezu alle Arbeiter in der Elektrobranche.
Barcelona wurde unter Kriegsrecht gestellt, dennoch setzte sich der Streik fort. Die Zeitungsdrucker-Gewerkschaft warnten die Verleger von Barcelona, dass sie nichts Kritisches über die Streikenden drucken würden. Die Regierung in Madrid versuchte den Streik zu beenden, indem sie alle Arbeiter zum Militärdienst einberief, aber dieser Ruf ging fehl, weil er nichtmal in die Zeitungen gelangte. Als der Ruf zur Armee doch nach Barcelona gelangte, war ein weiterer Streik, diesmal der Eisenbahner und Lastwagenfahrer die Antwort.
Die Regierung von Barcelona schaffte es letztlich, den Streik beizulegen, der die industrielle Produktion von Katalonien zu großen Teilen zum Erliegen gebracht hatte. Die Streikenden forderten den Achtstundentag, die Anerkennung der Gewerkschaften, und die Wiedereinstellung entlassener Streikender. Alle Forderungen wurden zugestanden, nicht jedoch die Forderung alle politischen Gefangenen freizulassen. Die Regierung stimmte zu, jedoch weigerte sie sich, diejenigen freizulassen, deren Gerichtsverfahren noch ausstand. Die Arbeiter antworteten mit der Parole: „Befreit jeden!“ und warnten, dass der Streik in drei Tagen weitergehe, wenn diese Forderung nicht erfüllt werde. Die Polizei stoppte den zweiten Streik, bevor er einen großen Umfang erreichen konnte, indem Mitglieder des Streikkomitees und viele andere umgehend inhaftiert wurden.
Die Regierung versuchte sich den Arbeitern anzunähern, die klar auf Revolutionskurs waren. Zehntausende arbeitslose Arbeiter kehrten an ihre Arbeitsstätte zurück. Der Achtstundentag wurde für alle Beschäftigten beschlossen. So wurde Spanien das erste Land der Welt mit einem landesweiten Gesetz zum Achtstundentag, als Ergebnis des Generalstreiks von 1919.
Nach dem Generalstreik von 1919 kam es zu zunehmender Gewalt gegen die Organisatoren der CNT, im Zusammenhang mit dem Aufstieg von Miguel Primo de Rivera zum Diktator, der alle anarchistischen Organisationen und Publikationen verbot, sodass die anarchistische Bewegung ihre Aktivitäten nur noch aus dem Untergrund fortsetzen konnte. Viele Anarchisten antworteten auf die Repressalien mit Attentaten. Dies war eine Zeit ständiger Gewalt, in der anarchistische Gruppen einschließlich der „Los Solidarios“ und die von Unternehmern finanzierten Pistolero-Gruppen ihre jeweiligen politischen Gegner ermordeten.

### Die FAI
Während der Jahre von Primo de Rivera begannen viele der CNT-Führer moderatere Ansichten zu übernehmen und zeigten eine Perspektive auf, dass es nicht gelingen werde, die anarchistischen Hoffnungen sofort oder in kurzer Zeit zu erfüllen. Die Federación Anarquista Ibérica (FAI – Iberischer Anarchistischer Bund) wurde 1927 gegründet, um diese Tendenz zu bekämpfen.
Ihre Organisation basierte auf autonomen Bezugsgruppen, darunter auch Los Solidarios. Einschätzungen der Mitgliederschaft unmittelbar vor der Revolution gehen von 5.000 bis 30.000 Mitgliedern aus. Die Mitgliederzahl stieg in den ersten Monaten des Bürgerkriegs stark an. Die FAI war nicht ideal-libertär, und sie wurde dominiert von Militanten wie Juan García Oliver und Buenaventura Durruti. Sie war jedoch nicht autoritär in ihren angewandten Methoden; sie erlaubte die Freiheit, eine andere Meinung zu haben als ihre Mitglieder. Tatsächlich war die Organisation locker strukturiert, im Gegensatz zur Allianz von Bakunin.
Mit Aktionen wie Generalstreiks oder Banküberfällen zur Geldbeschaffung war die FAI an ihrem Anfang definitiv militant revolutionär, mit der Zeit wurde sie jedoch klar pragmatischer. Sie unterstützte gemäßigte Anstrengungen gegen die Diktatur Primo de Riveras und half 1936 bei der Schaffung der Volksfront Spaniens. Zu dieser Zeit, als die anarchistischen Organisationen mit der republikanischen Regierung zusammenzuarbeiten begannen, wurde die FAI de facto eine politische Partei, und das Modell der Affinitätsgruppen wurde fallengelassen.

### Der Fall Riveras und die Zweite Spanische Republik
Die CNT hieß anfangs die Zweite Spanische Republik als eine zu bevorzugende Alternative zur Diktatur zwar willkommen, hielt jedoch an dem Prinzip fest, dass alle Staatsgewalt zerstörerisch sei.
Diese Beziehung dauerte dennoch nicht lange. Ein Streik von Telefonarbeitern führte zu Straßenkämpfen zwischen der CNT und Regierungskräften; die Armee setzte Maschinengewehre gegen die Arbeiter ein. Ein ähnlicher Streik brach einige Wochen später in Sevilla aus; zwanzig Anarchisten wurden getötet und einhundert verwundet, nachdem die Armee einen Treffpunkt erobert und ihn mit Artillerie zerstört hatte. Ein Aufstand entstand in Alto Llobregat, bei dem Bergarbeiter die Stadt übernahmen und rote und schwarze Flaggen in den Stadthallen aufzogen.
Diese Aktionen riefen harsche politische Repression seitens der Regierung hervor und erzielten kaum merkliche Erfolge. Einige der aktivsten Anarchisten – einschließlich Durruti und Ascaso – wurden in spanische Besitzungen nach Afrika deportiert. Dies provozierte Protest und einen Aufstand in Terrassa, wo wie in Alto Llobregat, Arbeiter die Stadthalle stürmten und ihre Fahnen hoben. Eine weitere fehlgeschlagene Erhebung fand 1933 statt, als Anarchisten Militärlager angriffen in der Hoffnung, die Soldaten darin würden sie unterstützen. Die Regierung hatte bereits im Vorfeld von diesen Plänen erfahren und die Revolte schnell unterdrückt.
Tausende von Anarchisten wurden in der Folge inhaftiert. Zur selben Zeit erlebte die CNT innere Auseinandersetzungen, ausgelöst durch das sogenannte Manifest der Dreißig.

### Vorspiel zur Revolution

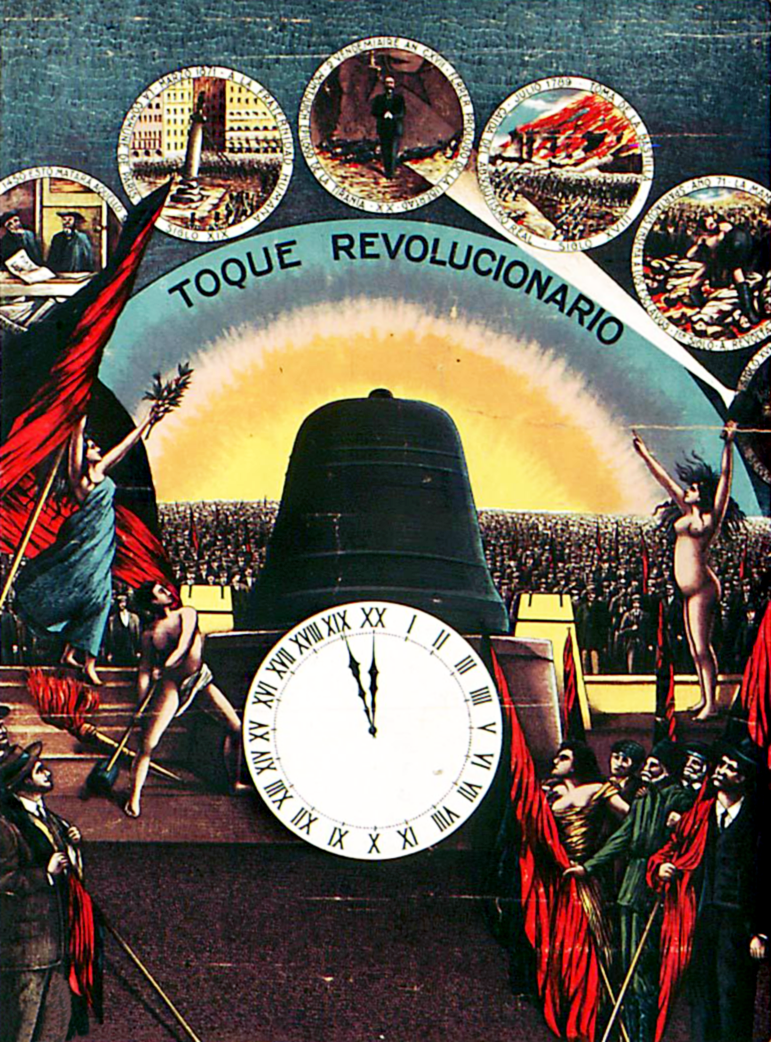
Ein Poster der CNT von 1930 zeigt die Hoffnung auf den baldigen Schlag der revolutionären Uhr

Der nationale Fokus auf die Republik und Reformen führte die Anarchisten zu dem Ausruf: „Vor Wahlen erst soziale Reformen!“ Aus ihrer Sicht waren liberale Wahlreformen vergeblich und nicht wünschenswert und behinderten die totale Befreiung der arbeitenden Klassen.
Im Dezember 1933 fand erneut ein Aufstand statt. Außer einer Gefangenenbefreiung in Barcelona erreichten die Revolutionäre jedoch nichts, bevor die Polizei die Revolte in Katalonien und im größten Teil des Landes niederschlug. In Saragossa kam es jedoch zu einer kurzzeitigen Erhebung in Form von Straßenkämpfen und der Besetzung bestimmter Gebäude.
In Casas Viejas ergaben sich schnell einige militante Arbeiter, als sie von der Polizei umzingelt waren. Ein alter Anarchist mit dem Spitznamen Sechs Finger verbarrikadierte sich jedoch in seinem Haus mit seiner Familie, und schwor, seiner Verhaftung Widerstand zu leisten. Sein Haus wurde niedergebrannt und seine Familie ebenso getötet wie die Anarchisten, die sich zuvor friedlich ergeben hatten. Das Casas-Viejas-Massaker rief Stürme der Entrüstung hervor, auch auf Seiten konservativer Republikaner.
Ein wichtiger Streik fand im April statt, wiederum in Saragossa. Er dauerte fünf Wochen, und er legte fast die gesamte Wirtschaft von Saragossa lahm. Andere Teile des Landes unterstützten den Streik.

#### Asturien
Vorboten der kommenden Revolution (und des Bürgerkriegs) zeigten sich wahrscheinlich am deutlichsten beim asturischen Bergarbeiterstreik von 1934. Dort organisierten Anarchisten, Sozialisten und Kommunisten gemeinsam einen Streik, bei dem letztere trotz ihrer geringen Zahl starken Einfluss ausübten, da sie von der Sowjetunion unterstützt wurden. Zum Vergleich: Kommunisten zählten ca. 1.000, die Unión General de Trabajadores (kurz: UGT) dagegen 1.440.000 und die CNT 1.580.000 Mitglieder.
Der Streik der Bergarbeiter begann mit Angriffen auf die Baracken der Guardia Civil, und in der Stadt Mieres wurden sogar die Polizeistationen und die Stadthalle übernommen. Die Streikenden fuhren fort, Städte zu besetzen, auch die Hauptstadt von Asturien, Oviedo. Die Arbeiter erlangten mit Slogans wie „Einigkeit, Proletarische Brüder!“ die Kontrolle über den größten Teil von Asturien. Die Häfen von Gijón und Avilés blieben offen. Da aber die gut ausgestatteten Kommunisten sich aus Argwohn weigerten, die militanten Anarchistischen, die sich gegen die eintreffenden Regierungstruppen wehren wollten, ausreichend zu bewaffnen, konnte die Regierung den Aufstand mit Gewalt niederschlagen.
Der Einsatz der – zuerst durch General López Ochoa und danach von Franco angeführten – Spanischen Fremdenlegion und Regulares aus Spanisch-Marokko, die den Streik niederschlugen, und der Befehl, Spanier zu töten, rief öffentlich Empörung hervor. Gefangene Bergarbeiter wurden gefoltert, vergewaltigt, verstümmelt und exekutiert. Dies gab eine Vorahnung auf die Brutalität, die sich zwei Jahre später im Spanischen Bürgerkrieg zeigen sollte.

#### Die Volksfront
Da die Parteien und Bewegungen des rechten Spektrums, wie Gil-Robles’ ultrakonservative, katholische CEDA und die Falange stetig zunahmen, beschlossen die Linksparteien, sich nach französischem Vorbild zu einer Volksfront zusammenzuschließen. Dazu gehörten Republikaner, Sozialisten und Kommunisten. Die Anarchisten wollten die Volksfront nicht unterstützen und ihr nicht zur Macht verhelfen, sie aber auch nicht bekämpfen.
Die radikaleren Elemente der CNT-FAI waren mit der Wahlpolitik nicht zufrieden. In den Monaten nach dem Aufstieg der Volksfront an die Macht brachen in ganz Spanien Streiks, Demonstrationen und Rebellionen aus. Über das ganze Land hinweg wurden nahezu fünf Quadratkilometer Land durch Hausbesetzer übernommen. Die Volksfrontparteien verloren allmählich die Kontrolle.
Der nationale Kongress der CNT im Mai 1936 gab sich offen revolutionär. Unter den diskutierten Themen waren sexuelle Freiheit, Pläne für landwirtschaftliche Kommunen, und die Eliminierung gesellschaftlicher Hierarchie.

### Anarchistische Präsenz im Spanischen Bürgerkrieg
Die republikanische Regierung begegnete der militärischen Aufrüstung nur zögerlich, obwohl die CNT die Regierung vor einem in Marokko entstehenden Aufstand seit Monaten gewarnt hatte. Die Volksfront unternahm jedoch nichts, und weigerte sich, Waffen an die Arbeiter zu geben. In der Folge überfielen Militante der CNT ein Waffenlager und verteilten die Waffen an die Gewerkschaften. Milizen wurden Tage vor der geplanten Erhebung als Alarmwachen platziert.
Die Erhebung wurde kurzfristig um zwei Tage auf den 17. Juli vorverlegt, und sie wurde in vielen Gebieten von bewaffneten Arbeitermilizen besiegt, wie in Barcelona. Einige Anarchistenhochburgen, wie z. B. Saragossa, fielen. Die Regierung verharrte in einer Haltung des Leugnens und behauptete, die „nationalistischen“ Kräfte seien in Gebieten geschlagen worden, wo dies nicht zutraf. Es ist größtenteils der Militanz auf Seiten der anarchistischen und sozialistischen Gewerkschaften zuzuschreiben, dass die Rebellenkräfte nicht unmittelbar die Macht erlangten.
Die Anarchistenmilizen waren freiheitlich organisiert, bevor sie 1937 zum Teil in der regulären Armee absorbiert wurden. Sie hatten kein Rangsystem, keine Hierarchie, keinen Salut, und die, die man „Kommandanten“ nannte, waren von ihren Truppen gewählt.
Die bekannteste anarchistische Einheit war die Kolonne Durruti, geleitet von dem berühmten Militanten Buenaventura Durruti. Sie war die einzige Einheit, der es gelang, sich bei den ansonsten feindlich gesinnten politischen Gegnern Respekt zu verschaffen. In einem Abschnitt ihrer Memoiren, die anderswo die Anarchisten lächerlich macht, stellt Dolores Ibárruri fest: „Der Krieg entwickelte sich mit minimaler Beteiligung auf Seiten der Anarchisten bei den fundamentalen Operationen. Eine Ausnahme war Durruti …“ Die Kolonne begann mit 3000 Milizionären und zählte auf ihrem Höhepunkt 8000 Milizionäre. Die Kolonne Durruti konnte nur schwer Waffen von der republikanischen Regierung bekommen und konfiszierte Waffen aus Regierungslagern. Durrutis Tod am 20. November 1936 schwächte die Einheit im Kampfgeist und in den taktischen Fähigkeiten; sie wurde später in die reguläre Armee eingegliedert. Etwa eine Viertelmillion Menschen nahmen an Durrutis Beerdigung teil, doch Durrutis Todesursache bleibt bis heute ungeklärt.
Eine andere berühmte Einheit war die Eiserne Einheit, zusammengestellt aus früheren Häftlingen, die mit der Revolution sympathisierten. Die republikanische Regierung bezeichnete sie als „unkontrollierbar“ und als „Banditen“, aber die Einheit hatte einen beträchtlichen Anteil an den Schlachterfolgen in der ersten Phase des Krieges. Im März 1937 wurden sie der regulären Armee einverleibt.

#### Die Revolution von 1936

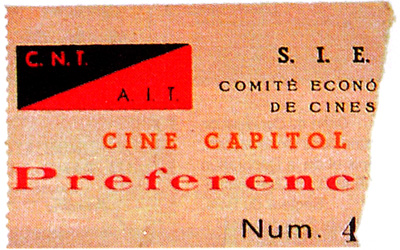
Ticket für ein Kino, das von Anarchisten betrieben wurde

Zusammen mit dem Kampf gegen den Franquismus gab es eine profunde anarchistische Revolution in ganz Spanien. Viele Unternehmen der spanischen Wirtschaft wurden von den Arbeitern selbst verwaltet; in anarchistischen Hochburgen wie Katalonien war der Prozentsatz oberhalb von 75 %, jedoch niedriger in Bereichen mit starkem sozialistischen Einfluss. Fabriken wurden von Arbeiterkomitees betrieben, landwirtschaftliche Flächen wurden kollektiviert und als „Freie Kommunen“ betrieben. Auch Unternehmen wie Hotels, Friseursalons und Restaurants wurden kollektiviert und von ihren Mitarbeitern betrieben. George Orwell beschreibt eine Szene in Aragón während dieser Zeit, in seinem Buch Homage to Catalonia:

„Ich war mehr oder weniger durch Zufall in die einzige Gemeinschaft von nennenswerter Größe in Westeuropa gekommen, wo politisches Bewusstsein und Zweifel am Kapitalismus normaler waren als das Gegenteil. Hier in Aragonien lebte man unter Zehntausenden von Menschen, die hauptsächlich, wenn auch nicht vollständig, aus der Arbeiterklasse stammten. Sie lebten alle auf dem gleichen Niveau unter den Bedingungen der Gleichheit. Theoretisch herrschte vollkommene Gleichheit, und selbst in der Praxis war man nicht weit davon entfernt. In gewisser Weise ließe sich wahrhaftig sagen, dass man hier einen Vorgeschmack des Sozialismus erlebte. Damit meine ich, dass die geistige Atmosphäre des Sozialismus vorherrschte. Viele normale Motive des zivilisierten Lebens – Snobismus, Geldschinderei, Furcht vor dem Boss und so weiter – hatten einfach aufgehört zu existieren. Die normale Klasseneinteilung der Gesellschaft war in einem Umfang verschwunden, wie man es sich in der geldgeschwängerten Luft Englands fast nicht vorstellen kann. Niemand lebte dort außer den Bauern und uns selbst, und niemand hatte einen Herrn über sich.“

In den kollektivierten Gebieten orientierte man sich am Grundprinzip „Jeder nach seinen Fähigkeiten, jedem nach seinen Bedürfnissen.“ An einigen Stellen in den anarchistisch organisierten Gebieten war Geld völlig eliminiert und durch Gutscheine ersetzt worden. Unter diesem System hatte Ware oft nur ein Viertel ihrer vorigen Kosten.
Die anarchistische Kommunen produzierten mehr als vor der Kollektivierung. Insbesondere im Rüstungssektor gelang eine hohe Steigerung der Produktivität. Statt 25 Fabriken im September 1936 arbeiteten im Juli 1937 300 Betriebe mit einer Gesamtbelegschaft von 150.000 Arbeitern in der Kriegsindustrie, wo die Produktion um 30–40 % stieg. Auch im Dienstleistungssektor war eine große Produktivitätssteigerung zu verzeichnen, hier sind besonders die Verkehrsbetriebe Barcelonas zu erwähnen, die mit 700 Straßenbahnen 100 mehr als vor dem Putsch betrieben und die Eigenproduktion der Ausrüstungsgegenstände von vorher 2 % auf 98 % steigerte. Die selbstgebauten Wagen waren leichter und größer als die alten, so dass die Einnahmen um 15–20 % gesteigert werden konnten, obwohl die Fahrpreise heruntergesetzt worden waren. Die Landwirtschaft steigerte beispielsweise in Katalonien ihre Erträge um 40 %.
Die kürzlich befreiten Zonen arbeiteten nach völlig libertären Prinzipien; Entscheidungen trafen Räte und Versammlungen ohne irgendeine Art von Bürokratie. (Anzumerken ist, dass zu dieser Zeit die CNT-FAI-Führung nicht annähernd so radikal war wie die eingetragenen Mitglieder, die für diese raschen Veränderungen verantwortlich waren.)
Zusätzlich zur ökonomischen Revolution herrschte ein Geist der kulturellen Revolution. Als unterdrückend empfundene Traditionen verschwanden. Zum Beispiel waren den Frauen Abtreibungen erlaubt, und die Idee der freien Liebe wurde populär. In vielerlei Beziehung ähnelte dieser Geist kultureller Revolution der Bewegung der „Neuen Linken“ in den 1960er Jahren.

#### CNT-FAI-Zusammenarbeit mit der Regierung während des Krieges
1936 entschied die CNT, nach etlichen Widerständen, mit der Regierung von Largo Caballero zusammenzuarbeiten. Juan García Oliver wurde Justizminister (er ließ Steuern verringern und alle Kriminalunterlagen zerstören), und Federica Montseny wurde Gesundheitsministerin, um einige wenige Mitglieder zu nennen.
Während des Spanischen Bürgerkrieges kritisierten viele Anarchisten außerhalb Spaniens die Führungsrolle der CNT in der Regierungsbeteiligung und die Kompromisse mit kommunistischen Elementen auf republikanischer Seite. Es stimmt, dass die anarchistische Bewegung in jenen Jahren viele ihrer Prinzipien aufgab, jedoch befanden die Spanier, dass dieses eine zeitweise Anpassung sei, und wenn erst Franco geschlagen sei, werde man mit der freiheitlichen Weise fortfahren. Es gab auch Sorgen um die wachsende Macht autoritärer Kommunisten innerhalb der Regierung. Montseny erklärte später: „Zu jener Zeit sahen wir nur die Realität der Situation, in der wir standen: die Kommunisten in der Regierung, wir jedoch außerhalb; wir sahen die vielfältigen Möglichkeiten, und wir sahen all unsere zwischenzeitlich erreichten Fortschritte gefährdet.“
In der Tat sahen manche Anarchisten außerhalb Spaniens diese Zugeständnisse als notwendig an, wenn sie erwogen, welch grausame Möglichkeit darin lag, alles zu verlieren, sollten die Franquisten den Krieg gewinnen. Emma Goldmann sagte: „Als Franco vor den Toren Madrids stand, hätte ich die CNT-FAI kaum dafür anklagen können, das kleinere Übel gewählt zu haben. Teilhabe an der Regierung eher als Diktatur, das tödlichste Übel“.
Bis zum heutigen Tage ist diese Frage unter Anarchisten umstritten.

#### Gegenrevolution
Während des Bürgerkriegs erlangte die Partido Comunista de España (PCE – Kommunistische Partei Spaniens) beträchtlichen Einfluss aufgrund ihrer Unterstützung durch die Sowjetunion. Kommunisten und „Liberale“ auf der republikanischen Seite trugen in erheblichem Maße dazu bei, die anarchistische Revolution zu zerstören. Ein Kommunist proklamierte hart in einem Interview, dass Kommunisten „nach der Vertreibung Francos kurzen Prozess mit den Anarchisten machen werden“. Ihre Anstrengungen zur Schwächung der Revolution waren schlussendlich erfolgreich: Die Hierarchie wurde in vielen der kollektivierten Zonen teilweise wiederhergestellt, und die Macht wurde den Arbeitern und Gewerkschaften entrissen, um durch die „Volksfront“ monopolisiert zu werden.
Am wichtigsten vielleicht waren die Maßnahmen zur Zerstörung der Milizen, die die Kriegsanstrengungen in Geist und Handlung trugen. Die Milizen wurden teilweise für illegal erklärt und technisch verschmolzen mit der republikanischen Armee. Dies hatte die Auswirkung einer Demoralisierung der Soldaten, und es war eine Beraubung um das, wofür sie gekämpft hatten: nicht für die Sowjetunion, sondern für sich und die Freiheit. Wladimir Alexandrowitsch Antonow-Owsejenko, der für Stalin in Spanien arbeitete, sagte dies 1936 voraus: „Ohne die Beteiligung der CNT wird es sicherlich nicht möglich sein, den richtigen Enthusiasmus und die Disziplin in den Volksmilizen zu halten.“
Die Gegenrevolutions-Aktivitäten bewirkten oft eine Schwächung der antifaschistischen Kriegsanstrengungen. Als Beispiel: ein riesiges Waffenlager wurde den Franquisten überlassen, aus Furcht, dass die Waffen in die Hände der Anarchisten fallen könnten. Truppen wurden von der Front abgezogen, um anarchistische Kollektive zu zerstören. Viele fähige Soldaten wurden wegen ihrer politischen Ideologie umgebracht. Ein Führer der Repression, Enrique Líster, sagte, dass er „all die Anarchisten erschießen würde, die er müsse.“ Aufgedeckt wurde, dass viele Anarchisten aufgrund kommunistischer Befehle gefangengehalten wurden, statt sie an der Front kämpfen zu lassen, und dass zudem viele dieser Gefangenen gefoltert und erschossen wurden.
Bei dem Ereignis, das später unter dem Namen Maiereignisse bekannt wurde, gab es die dramatischste Unterdrückung gegen die Anarchisten im Mai 1937. Kommunistisch geführte Polizeikräfte versuchten ein CNT-geführtes Telefongebäude in Barcelona zu nehmen. Die Telefonarbeiter kämpften, errichteten Barrikaden und umzingelten die kommunistischen „Lenin-Baracken“. Fünf Tage Straßenkampf fordert 500 Tote. Diese tragische Serie von Ereignissen demoralisierte die Arbeiter von Barcelona.
Später entsandte die Regierung 6.000 Soldaten, um die Arbeiter zu entwaffnen, und die FAI wurde verboten. Den Kommunisten jedoch wurde erlaubt, ihre Waffen zu behalten; nur die Anarchisten wurden gezwungen, sie abzugeben. Dies ist keine Überraschung, weil Polizei und Regierung von Barcelona offen kommunistisch waren in jenen Tagen. Die militante Gruppe der „Freunde von Durruti“ versuchte den Kampf fortzusetzen, weil sie fühlten, dass die Kommunisten die Stärke der anarchistischen Bewegung ruinieren würden. Ihr Ruf wurde nicht gehört.
Während des Bürgerkrieges betrieben verschiedene kommunistische Zeitungen massive Propaganda gegen die Anarchisten und den POUM. Sie wurden oft „Hitleristen“ und „Faschisten“ genannt in Bezug zu Franco, wie George Orwell in Homage to Catalonia anmerkt: „Stellen Sie sich vor, wie verhasst es sein muss, einen 15-jährigen Spanier auf einer Liege zu sehen und zu wissen, dass in London und Paris wohlgekleidete Herren herumlaufen, die darin tätig sind, Pamphlete zu schreiben, die beweisen sollen, dass dieser kleine Kerl ein verkappter Faschist sei.“ Die Unzuverlässigkeit dieser Zeitungen zeigte sich besonders, als keine einzige von ihnen über die Ereignisse des Mai 1937 in Barcelona berichtete.

### Die Franco-Jahre

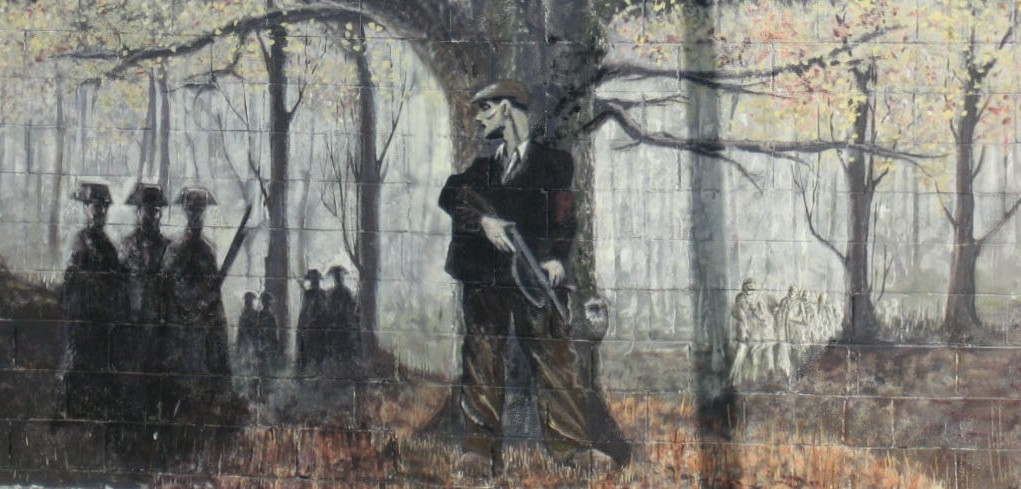
Graffiti im Andenken an die anarchistischen Widerstandskämpfer

Als Francisco Franco 1939 die Macht übernahm, ließ er zehntausende von politischen Dissidenten erschießen. Die Gesamtzahl der aus politischen Gründen Getöteten wird auf ca. 200.000 geschätzt. Politische Gefangene füllten die Gefängnisse, die zwanzigfach zahlreicher waren als vor dem Krieg. Zwangsarbeitslager wurden errichtet, wo dem Geschichtskundler Antony Beevor zufolge das System wahrscheinlich „so übel war wie in Deutschland oder in Russland“. Trotz dieser Aktionen gab es über Jahrzehnte einen Untergrund-Widerstand gegen das Franco-Regime. Die Aktionen des Widerstandes beinhalteten unter anderem Sabotage, Gefangenenbefreiung, die Organisation von Untergrundarbeit, die Unterstützung von Flüchtlingen und Entflohenen, und Morde an Regierungsangehörigen.
Wenig Aufmerksamkeit wird den Spaniern zuteil, die das Franco-Regime bekämpften, auch seitens Francos ehemaliger Gegner. Miguel García, ein Anarchist, der 22 Jahre im Gefängnis saß, beschrieb ihre Umstände 1972 in seinem Buch: „Als wir den Krieg verloren, gingen die, die weiterkämpften, in den Widerstand. Aber für die Welt waren Widerständler zu Kriminellen geworden, weil Franco die Gesetze machte, auch als er sich im Kungeln mit der politischen Opposition zum Bruch der Gesetze in der Verfassung entschied. Und die Welt betrachtete weiter uns als Kriminelle. Als wir verhaftet wurden, waren die Liberalen nicht interessiert, weil wir ‚Terroristen‘ waren.“
Während des Zweiten Weltkrieges arbeiteten die spanischen Anarchisten mit dem französischen Widerstand zusammen und engagierten sich in Aktionen sowohl in der Heimat als auch im Ausland. Sie arbeiteten speziell im Schmuggel jüdischer Familien nach Spanien, verschafften ihnen Pässe und halfen ihnen, sichere Plätze zu finden, um sie vor der Nazi-Unterdrückung zu schützen.
Die spanische Regierung unter Franco setzte die Verfolgung „Krimineller“ bis zu ihrem Ende fort. In den früheren Jahren wurden einige Gefängnisse mit dem Vierzehnfachen ihrer Kapazität gefüllt, sodass die Gefangenen sich kaum noch bewegen konnten. Leute wurden oftmals verhaftet, nur weil sie einen Gewerkschaftsausweis bei sich trugen. Aktive Militante wurden zu tausenden erschossen oder gehängt. Zwei der fähigsten Widerstandskämpfer, Josep Lluís Facerías und Francesc Sabaté Llopart, genannt El Quico, wurden von Polizeikräften erschossen; viele Anarchisten traf ein ähnliches Schicksal. Die im Untergrund agierende CNT war auch involviert, 1962 wurde eine geheime Sektion „Innere Verteidigung“ gegründet, um Aktionen des Widerstands zu koordinieren.
Der Guerilla-Widerstand erlosch um 1960 mit dem Tod vieler der erfahreneren Militanten. In der Zeitspanne zwischen dem Kriegsende bis 1960 gab es nach Regierungsquellen 1.866 Zusammenstöße mit Sicherheitskräften und 535 Sabotageakte. 2.173 Guerilleros wurden getötet und 420 verwundet, während die Zahlen für die Regierungskräfte 307 Tote und 372 Verwundete ausweisen. 19.340 Widerstandskämpfer wurden in dieser Zeitspanne verhaftet. Wer die Guerilleros unterstützte, wurde mit ähnlicher Brutalität behandelt; mehr als 20.000 wurden über die Jahre mit dieser Anschuldigung arrestiert, und viele wurden während der Verhöre gefoltert.
Während Francos Diktatur gab es mindestens 30 Unternehmungen, Franco zu ermorden, die meisten betrieben von Anarchisten. 1964 reiste der Anarchist Stuart Christie von Schottland ein, um Franco zu töten. Er schaffte es nicht, wurde eingekerkert, und schrieb später das Buch General Franco machte mich zum Terroristen. Das Anarchistische Schwarze Kreuz wurde in den späten 1960ern von Albert Meltzer und Stuart Christie reaktiviert, um anarchistischen Gefangenen während Francos Diktatur zu helfen.

### Heute

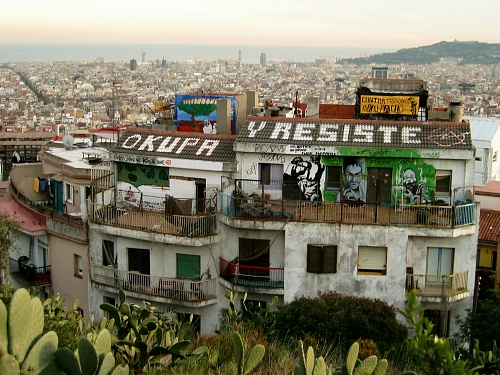
Eine Hausbesetzung in Barcelona

Die Confederación Nacional del Trabajo (CNT) ist heute weiterhin aktiv, jedoch konnte sie nicht an die alte Bedeutung anknüpfen. Die CNT teilte sich 1979 in zwei Fraktionen: CNT/AIT und CNT/U. Die CNT/AIT beanspruchte den originalen Namen „CNT“, was die CNT/U 1989 veranlasste, ihren Namen zu Confederación General del Trabajo (CGT) zu ändern, und die meisten der CNT-Prinzipien aufrechtzuerhalten. Die CGT ist mit etwa 60.000 Mitgliedern größer als die CNT und momentan die drittgrößte Gewerkschaft in Spanien. Ein wichtiger Grund für die Trennung und der hauptsächliche Unterschied zwischen den beiden Gewerkschaften ist, dass die CGT, wie jede andere spanische Gewerkschaft, an elecciones sindicales (Syndikatswahlen) teilnimmt, in denen Mitarbeiter ihre Vertreter für die Tarifverhandlungen wählen. Die CGT hat eine große Zahl an Vertretern, zum Beispiel bei Seat, dem spanischen Autobauer und größten Unternehmen Kataloniens, und sie hält die Anteilsmehrheit bei der Metro Barcelona. Die CNT nimmt nicht an elecciones sindicales teil und kritisiert das Modell. Die Trennung der CNT-CGT machte es für die Regierung unmöglich, den Gewerkschaften wichtige Fabriken zurückzugeben, die ihnen gehört hatten, bevor das Franco-Regime sie einkassierte und der seinerzeit einzig zugelassenen Gewerkschaft Sindicato Vertical zuschanzte, eine Entwicklung, die auch für andere historische Parteien und politische Organisationen offen ist.
Die Iberische Anarchistische Föderation (FAI) hat sich reorganisiert und ist Mitglied der Internationale der Anarchistischen Föderationen.
In Barcelona sind Hausbesetzungen weit verbreitet; viele Hausbesetzer haben anarchistische Sichtweisen. Sie bekommen jedoch starken Gegenwind seitens der katalanischen Regierung, einschließlich Razzien und Räumungen. 2004 wurde die symbolträchtige Fàbrica Hamsa geräumt und abgerissen. Die ehemalige Gießerei wurde acht Jahre zuvor besetzt und entwickelte sich anschließend zum Wahrzeichen der Hausbesetzungsbewegung Barcelonas. Der Räumung gingen tagelange Proteste voraus.

## Beziehungen zu Sozialisten und Kommunisten
Spanien war das einzige Land in Europa, in dem die Anarchisten mehr Einfluss hatten als die Sozialisten. Gelehrte nannten eine Anzahl von Gründen für diese Anomalie. Spanien war, anders als viele andere europäische Staaten, eine weitenteils ländliche Gesellschaft. Karl Marx dagegen setzte auf das städtische Proletariat als revolutionäres Subjekt. So ist es dann wenig überraschend, dass einerseits die marxistischen Ideen unpopulär waren oder unbekannt unter Landbewohnern, andererseits die Bevölkerung den Anarchismus herzlich annahmen, eine Theorie, die Ähnlichkeiten aufweist zu langanhaltenden Traditionen wechselseitiger Unterstützung und dorfbezogener Organisation. In der Tat hatte der Föderalist Francisco Pi i Margall bemerkt, dass die anarchistische Bewegung in Spanien nicht das Ergebnis abstrakter Diskussionen oder eine Theorie weniger Intellektueller ist, sondern ein Ergebnis sozialer Dynamiken und Entwicklungen. Spanien war auf Bundesebene niemals stark geeint, und der statische Marxismus schien ohne Bedeutung zu sein in einem regionalen Spanien, in dem die Idee einer starken Zentralregierung nie stark war, bis zum Aufstieg der extremen Rechten.
Es gab gelegentliche, aber wechselnde Einigkeit zwischen Anarchisten und nichtkommunistischen Sozialisten, aber im Ganzen waren die Beziehungen nicht leicht. Ein Sozialistenführer sagte einmal: „Es gibt eine große Verwirrung in den Köpfen vieler Genossen, Sie denken, dass der Anarchosyndikalismus ein Ideal hat, das parallel zu unserem eigenen läuft, während sie die absoluten Gegenpositionen einnehmen, und dass Anarchisten und Sozialisten Genossen seien, während sie tatsächlich die größten Feinde sind.“ Die oftmals opportunistische UGT unterstützte öfter Streikbrecher, um Streiks der CNT zu brechen. Verdammungen sozialistischer Taktiken durch Anarchisten waren durchaus nicht ungewöhnlich. Zudem schlossen die radikaleren Sozialisten (wie der POUM) oft Allianzen außerhalb der Anarchisten, besonders während des Bürgerkrieges und vor allem während der Verteidigung von Madrid. Erst 1938 wurde ein offizieller Einigungspakt zwischen der CNT und der UGT unterzeichnet.
Kommunisten hatten bis zur Zeit des Bürgerkrieges einen recht begrenzten Einfluss in Spanien. Die arbeitenden Klassen, Anarchisten oder nicht, reagierten auf die Oktoberrevolution mit Triumph, wie es die meisten Revolutionäre in aller Welt taten. Sie wurde gefeiert als Sieg der Massen und ein Hoffnungsschimmer. Arbeiter wiesen es zurück, Waffen zu verladen, die an Gegner der Roten Armee geliefert werden sollten. Jedenfalls entdeckten Libertäre bald die wahre Natur der Bolschewiki, besonders nach der brutalen Unterdrückung des Kronstädter Matrosenaufstands, und noch einmal, als Leo Trotzkis Rote Armee die Schwarze Armee von Nestor Machno in der Ukraine angriff. Die CNT wies es entrüstet zurück, sich der Komintern anzuschließen, und kritisierte häufig die Politik der bolschewikischen Regierung.

## Gewalt

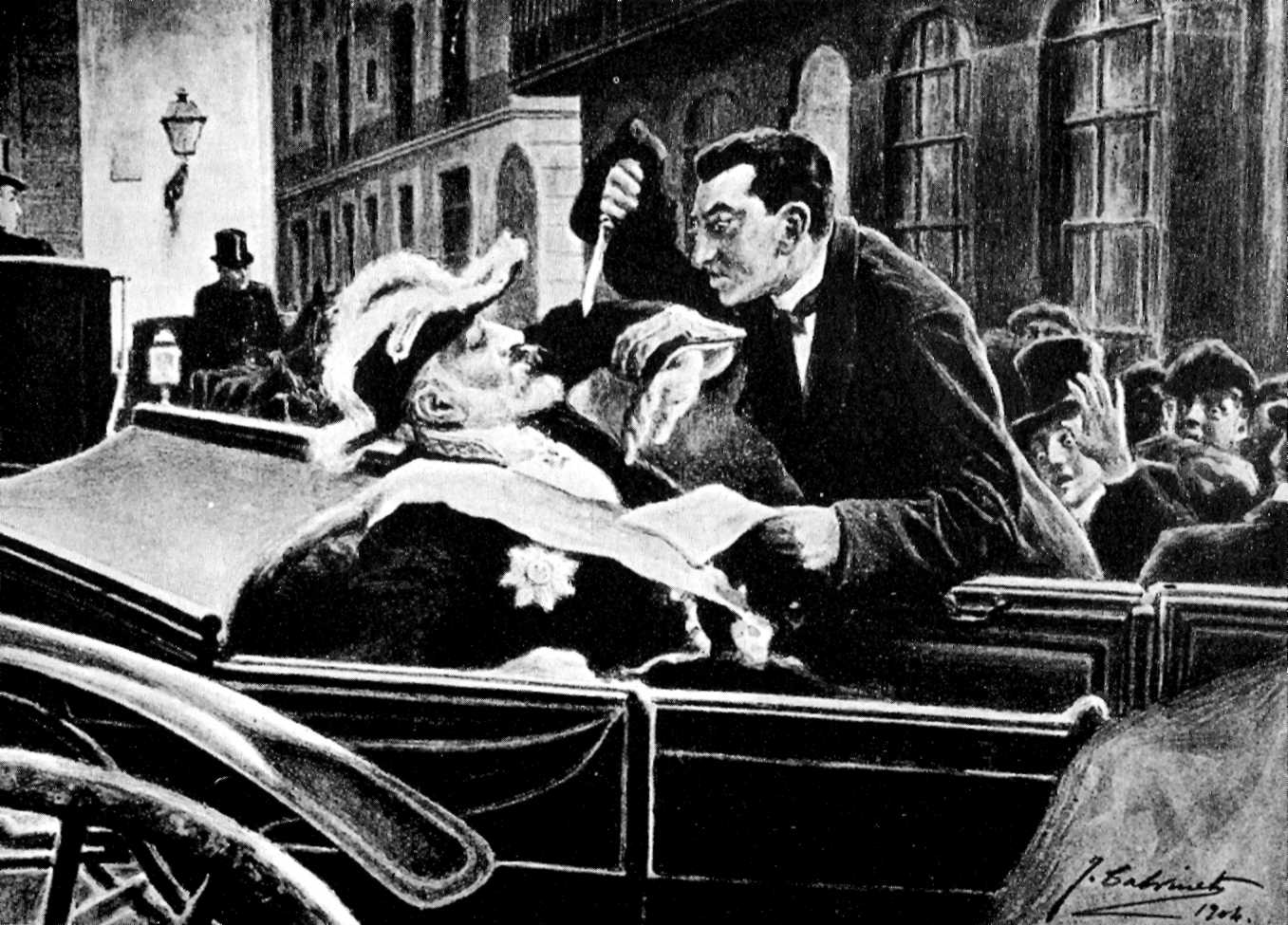
Attentat vom 12. April 1904 auf den Präsidenten des Ministerrates Antonio Maura Montaner

Obwohl viele Anarchisten gegen den Gebrauch von Gewalt opponierten, wandten einige Anarchisten Gewalt an, um ihre Agenda voranzubringen. Diese „Propaganda der Tat“ wurde zuerst im späten 19. Jahrhundert populär. Dies war vor dem Aufstieg des Syndikalismus als anarchistischer Taktik, und nach einer langen Historie der Polizeirepression, die viele in die Verzweiflung getrieben hatte.
Die Desheredados („Enterbte“) waren eine Geheimgruppe, die für Gewalt waren und von denen es hieß, sie stünden hinter Morden. Eine andere Gruppe, La Mano Negra („Schwarze Hand“) wurde auch verdächtigt, hinter verschiedenen Morden und Bombardements gestanden zu haben, obwohl es auch einigen Anschein hat, dass dieser Gruppenname eine Sensationsmachenschaft der Guardia Civil gewesen sein könnte. Tatsächlich ist es wohlbekannt, dass die Polizei Aktionen für ihre Feinde erfand oder gar selbst ausführte, als ein Werkzeug der Repression. Los Solidarios und die Los Amigos de Durruti (Freunde von Durruti) waren andere Gruppen, die Gewalt als politische Waffe nutzten. Die erstgenannte Gruppe war für einen Bankraub in Bilbao verantwortlich, der 300.000 Peseten einbrachte und für die Ermordung des Kardinal-Erzbischofs von Saragossa, Juan Soldevilla Romero. Los Solidarios beendete den Einsatz von Gewalt mit dem Ende der Diktatur Primo de Riveras, als Anarchisten mehr Gelegenheiten zur offenen Arbeit hatten, weil das Verbot für anarchistische Organisationen aufgehoben wurde.
In späteren Jahren waren Anarchisten verantwortlich für eine Anzahl von Kirchenbränden in ganz Spanien. Zu jener Zeit war der Einfluss der Kirche nicht mehr so groß wie in der Vergangenheit, aber der Aufstieg eines antichristlichen Sentiments ging einher mit der angenommenen oder realen Unterstützung der Kirche für rechte und faschistische Kräfte. Viele der Brände waren gar nicht von Anarchisten verübt, jedoch wurden Anarchisten oft von den Behörden zum Sündenbock gemacht.

## Feminismus
Obwohl der Anarchismus in Spanien schon vor der Revolution 1936 auch prominente Vertreterinnen wie etwa Federica Montseny hatte, blieb die Bewegung stets männlich dominiert. Sowohl in der CNT als auch der FAI herrschte die Meinung vor, dass Frauen hauptsächlich neue Mitglieder rekrutieren sollten. Die Befreiung der Frauen aus den patriarchalen Verhältnissen wurde zumeist als ein Nebeneffekt angesehen, der die automatische Folge einer erfolgreichen Revolution sein würde. Darüber hinaus gab es auch offenen Sexismus in der anarchistischen Bewegung. Vielfach wurden Frauen von der Mitarbeit in anarchistischen Organisationen ausgeschlossen. Selbst Frauen, die bereits eine höhere Position innerhalb der anarchistischen Bewegung innehatten, wurde noch mit Herablassung begegnet: So beendete etwa Mercedes Comaposada ihre von der CNT organisierten Fortbildungskurse für Arbeiterinnen und Arbeiter während der Zweiten Spanischen Republik, weil Männer sich beschwerten, nichts von einer Frau gelehrt werden zu wollen.
Aufgrund dieser Umstände gründeten Lucía Sánchez Saornil, Mercedes Comaposada und Amparo Poch y Gascón 1936 die Mujeres Libres. Diese nach heutigem Verständnis anarchafeministische Organisation (den Begriff gab es zur damaligen Zeit noch nicht) strebte eine Gesellschaft an, in der Gleichberechtigung zwischen Männern und Frauen herrscht. Als zentrale Mittel zur Erreichung dieses Ziels wurden captación (deutsch: Rekrutierung) und capacitación (deutsch: Befähigung) angesehen. Die Mujeres Libres wollten nicht nur Frauen für die anarchistische Idee gewinnen, sondern sie auch durch Bildungskurse dazu befähigen, eigenständig politisch aktiv zu sein und für sich selbst zu sorgen. Obwohl sich die Mujeres Libres auch zu den Zielen der CNT und FAI bekannten, wurden sie von den Gewerkschaften abgelehnt. Ihnen wurde vorgeworfen, die anarchistische Bewegung unnötig zu spalten.
Die Mujeres Libres konnten in den ersten Monaten der Revolution mindestens 20.000 Mitglieder rekrutieren und gliederten sich zu diesem Zeitpunkt in über 170 Ortsgruppen. Sie engagierten sich vor allem in den Bereichen Bildung, Kindererziehung und Unterstützung von Prostituierten. Auch am Kampf gegen die Franquisten waren die Mujeres Libres beteiligt; entweder als aktive Kämpferinnen an der Front oder im Hinterland, wo sie z. B. die Produktion und Verteilung von Lebensmitteln organisierten.
Mit dem Sieg der Franquisten 1939 wurde die politische Arbeit der Mujeres Libres unmöglich. Zwar kam es 1976 zur Neugründung einiger Ortsgruppen, die Organisation hat heute aber so gut wie keinen Einfluss mehr in Spanien. Anarchistische Frauen organisieren sich nun eher in autonomen Gruppen.

### Deutschsprachig
- Walther L. Bernecker: Anarchismus und Bürgerkrieg. Zur Geschichte der Sozialen Revolution in Spanien 1936-1939. Hoffmann und Campe, Hamburg 1978, ISBN 3-455-09223-3.
- Bernd Drücke, Luz Kerkeling, Martin Baxmeyer (Hrsg.): Abel Paz und die Spanische Revolution. Verlag Edition AV, Frankfurt am Main 2004, ISBN 3-936049-33-5.
- Friedrich Edelmayer (Hrsg.): Anarchismus in Spanien - Anarquismo en España. Verlag für Geschichte und Politik / Oldenbourg Wissenschaftsverlag, Wien / München 2008, ISBN 978-3-205-77810-3.
- Hans Magnus Enzensberger: Der kurze Sommer der Anarchie. Buenaventura Durrutis Leben und Tod. Suhrkamp, Frankfurt am Main 1972, ISBN 3-518-36895-8.
- Arthur Lehning: Spanisches Tagebuch & Anmerkungen zur Revolution in Spanien. edition tranvía, Berlin 2007, ISBN 978-3-938944-04-2.
- Felix Morrow: Revolution und Konterrevolution in Spanien. Gervinus, Essen 1986, ISBN 3-88634-050-3 (Orthodox trotzkistische Schrift).
- George Orwell: Mein Katalonien, Bericht über den spanischen Bürgerkrieg. Diogenes, Zürich 2009, ISBN 978-3-257-20214-4.
- Abel Paz: Durruti. Leben und Tode des spanischen Anarchisten. Edition Nautilus, Hamburg 1994, ISBN 3-89401-411-3.
- Ludwig Renn: Der spanische Krieg. Aufbau, Berlin 2006, ISBN 3-360-01287-9.
- Heleno Saña: Die libertäre Revolution. Die Anarchisten im Spanischen Bürgerkrieg. Edition Nautilus, Hamburg 2001, ISBN 3-89401-378-8.
- Augustin Souchy: Nacht über Spanien. Anarcho-Syndikalisten in Revolution und Bürgerkrieg 1936-39. Ein Tatsachenbericht.  Trotzdem, Frankfurt am Main 2007, ISBN 978-3-86569-900-8 (Alibri) / ISBN 978-3-922209-51-5 (Trotzdem).

### In anderen Sprachen
- Martha Ackelsberg: Free Women Of Spain. Anarchism And The Struggle For The Emancipation Of Women. ISBN 1-902593-96-0.
- Robert J. Alexander: The Anarchists in the Spanish Civil War. ISBN 1-85756-400-6.
- Antony Beevor: The Spanish Civil War. ISBN 0-14-100148-8.
- Murray Bookchin: The Spanish Anarchists: The Heroic Years 1868-1936. ISBN 1-873176-04-X.
- Murray Bookchin: To Remember Spain: The Anarchist and Syndicalist Revolution of 1936. AK Press, Edinburgh / Oakland / Baltimore 1994, ISBN 1-873176-87-2 (online).
- Gerald Brenan: The Spanish Labyrinth. ISBN 0-521-39827-4.
- Noam Chomsky: Objectivity and Liberal Scholarship.
- Stuart Christie: We, The Anarchists! A Study Of The Iberian Anarchist Federation (FAI) 1927-1937. ISBN 1-901172-06-6.
- Ronald Fraser: Blood of Spain. ISBN 0-394-73854-3.
- Miguel García: Looking Back After Twenty Years of Jail. ISBN 1-873605-03-X.
- Emma Goldman: Vision on Fire. Emma Goldman on the Spanish Revolution. ISBN 0-9610348-2-3.
- Agustin Guillamón: The Friends of Durruti Group 1937-1939. ISBN 1-873176-54-6.
- Hugo Oehler: Barricades in Barcelona. The first revolt of the proletariat against the bosses’ Popular Front. In: Revolutionary History. Band 1, Nr. 2, 1988 (online).
- Stanley G. Payne: The Spanish Revolution, New York: Norton, 1970.
- José Peirats: Los anarquistas en la guerra civil española. Ediciones Jucar, Madrid 1976.
- José Peirats: La C.N.T. en la revolución Española. 3 Bände, Ediciones C.N.T., Buenos Aires 1952–1955.
- Elisabeth de Sotelo: Feminist theory and feminist movement in Spain, 2006.
- Josep Termes: Historia del anarquismo en España (1870–1980). RBA Libros, Barcelona 2011.

### Filme
- Juan A. Gamero: Vivir la Utopia Arte-TV, 1997. Der Film über den Anarchismus in Spanien mit 30 überlebenden Anarchisten der Spanischen Revolution und des Bürgerkriegs lief im deutschen Fernsehen auf Arte unter dem Titel: Die Utopie leben! Der Anarchismus in Spanien.
- Marie Noëlle, Peter Sehr: Die Frau des Anarchisten. 2008.
- Vicente Aranda: Libertarias. 1996 (spanischer Spielfilm mit englischen Untertiteln; fiktiv zu den Mujeres Libres).